# Lada 112 coupe
VAZ-21123 «Lada 112 Coupe» - trovratna automobilska modifikacija VAZ-2112. 
Proizvedena je u malim serijama od 2002. do 2010., pored tri verzije karoserije. U početku je imao neku vrstu poklopca motora i odbojnik M-serije, onda proizvedene branike M serije, svoju masku i standardnu kapuljaču.
Automobil ima troja vrata hatchback, opremljen je 16-ventilnim 1,6-litrenim motorom i napravio verziju "luksuza". Izraz "Coupe" se pojavio u njegovom imenu samo kao marketinški potez. U usporedbi s uobičajenim 2112 i 21124 ima više krutih tijela, što ga čini više ventilnim odgovorom na cesti.

## Galerija
- Pogled sprijeda
- Pogled straga